# Prachtspieren
Prachtspieren (Astilbe), oft im Deutschen auch Astilben genannt, ist eine Pflanzengattung, die zur Familie der Steinbrechgewächse (Saxifragaceae) gehört. Die Heimat ist vor allem Ostasien. In den gemäßigten Breiten der Nordhalbkugel sind einige Arten und ihre Hybriden in Parks und Gärten gepflanzt.

## Beschreibung

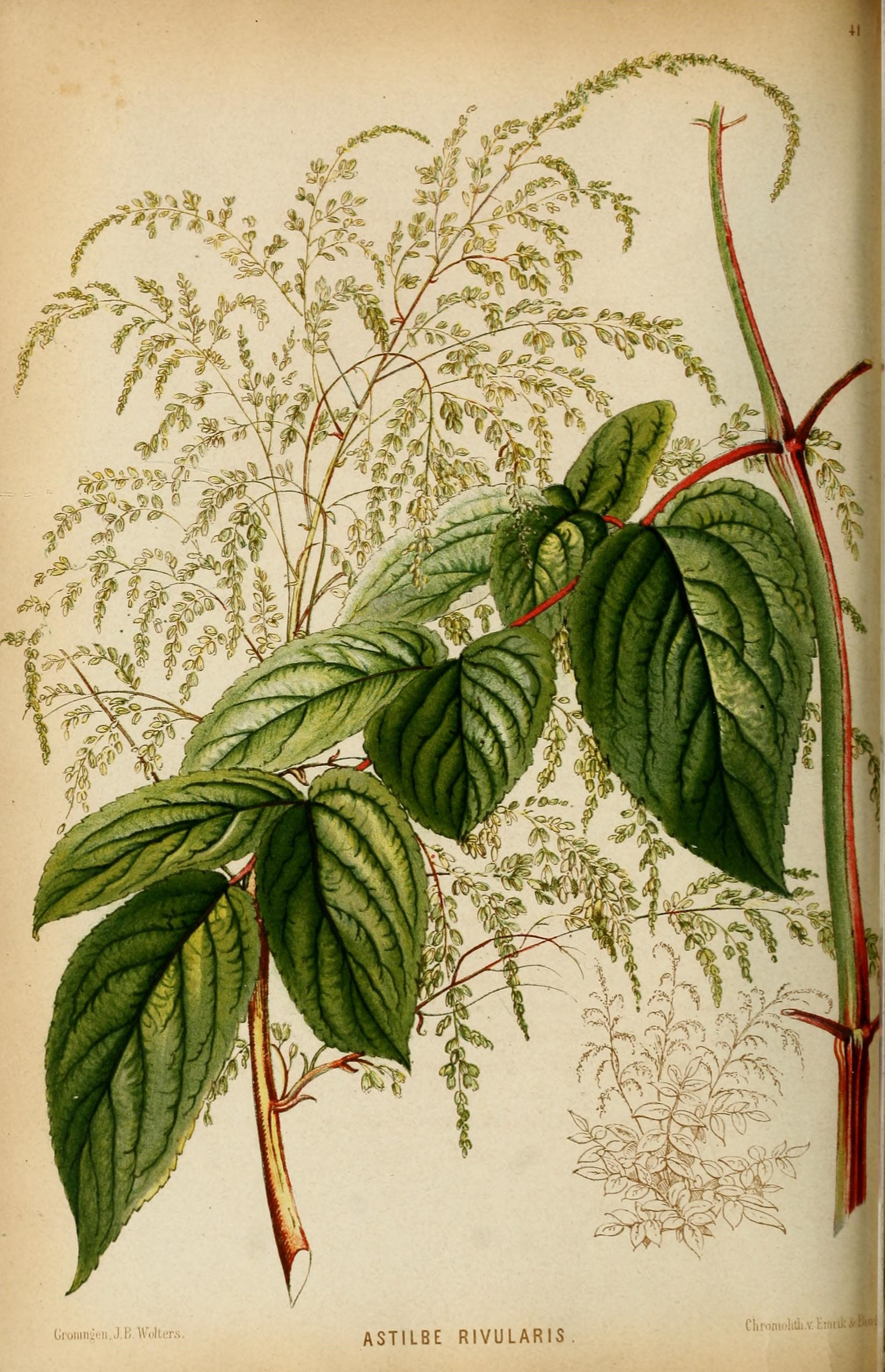
Illustration der Bach-Prachtspiere (Astilbe rivularis) aus Neerland's Plantentuin, Tafel 41

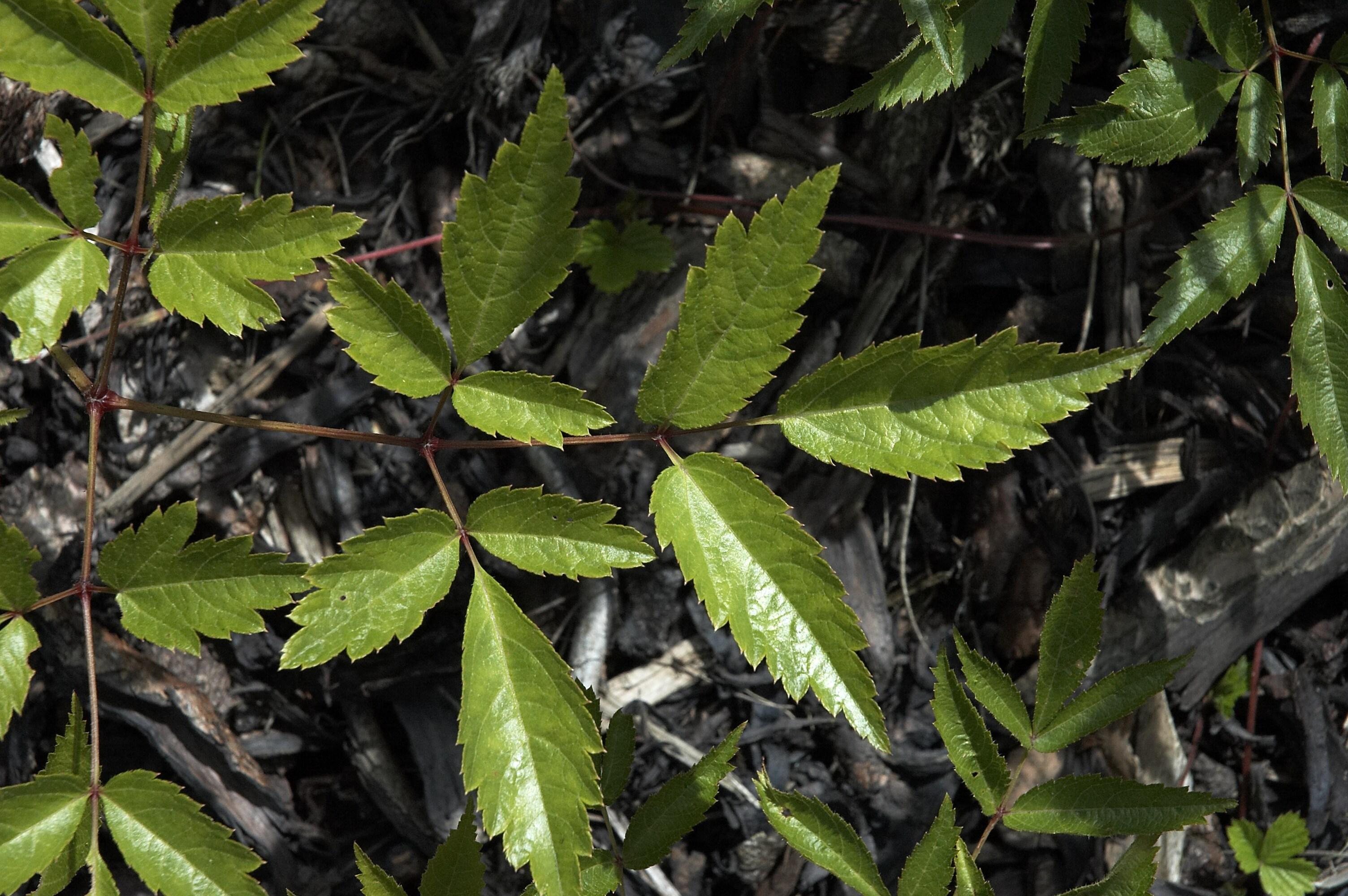
Glänzende, gefiederte Laubblätter der Japanischen Prachtspiere (Astilbe japonica) Sorte ‘Deutschland’

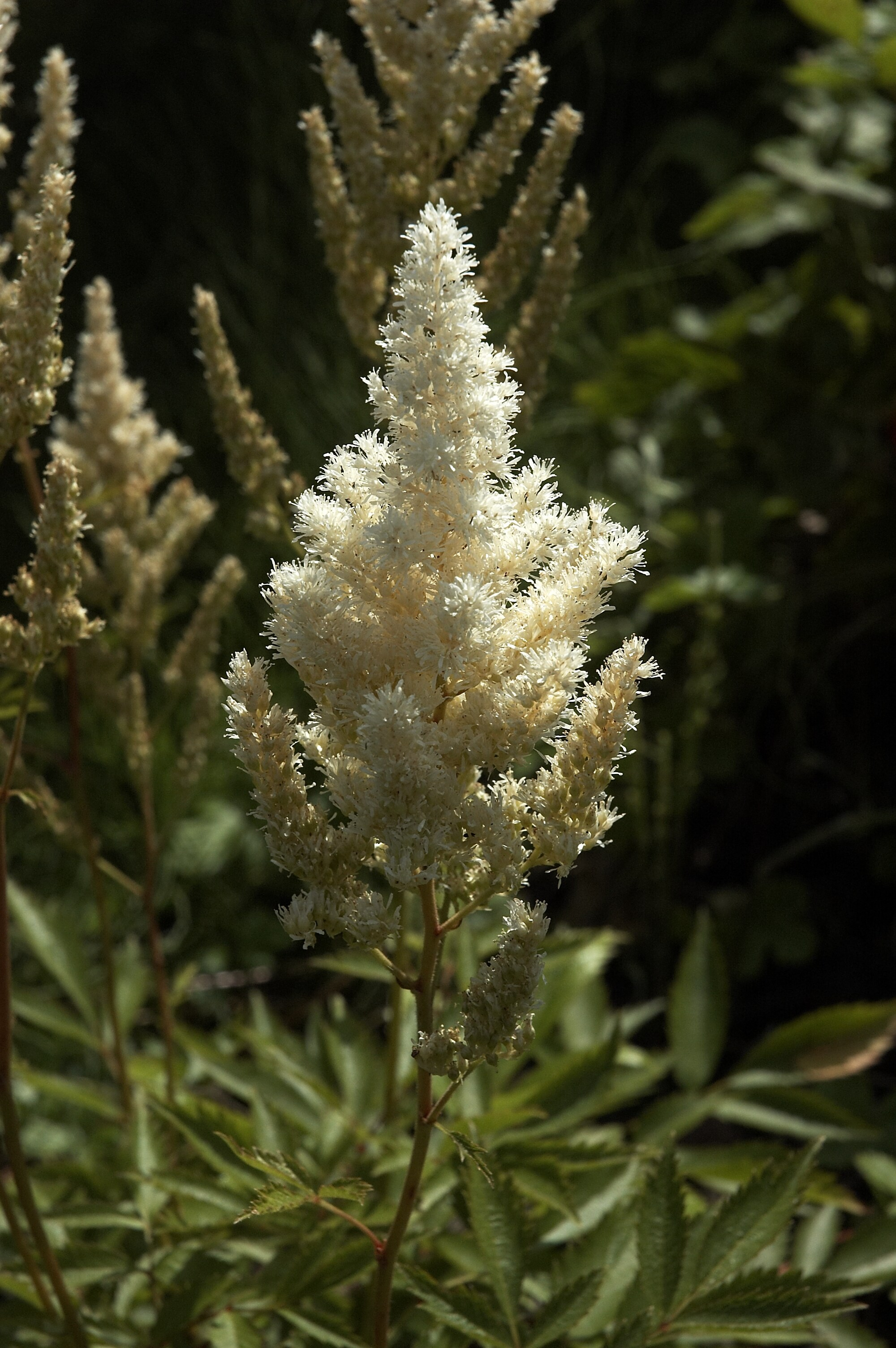
Verzweigter, vielblütiger Blütenstand der Japanischen Prachtspiere (Astilbe japonica) Sorte ‘Deutschland’

### Vegetative Merkmale
Bei Astilbe-Arten handelt es sich um große, ausdauernde, krautige Pflanzen, die je nach Art Wuchshöhen von 150 bis 200 Zentimetern erreichen. Sie bilden mit unterirdischen, dicken Rhizomen Bestände. Aus diesen Rhizomen wachsen einerseits grundständige, große Laubblätter, andererseits auch die aufrechten, blütentragenden Stängel mit braunen ein- bis mehrzelligen Trichomen schuppig bis lang behaart, deren wechselständige Laubblätter nach oben hin kleiner werden.
Die Laubblätter sind in Blattstiel und Blattspreite gegliedert. Die Blattstiele besitzen ein- bis mehrzellige Trichome. Die glänzenden Blattspreiten sind meist ein- bis mehrfach gefiedert. Die kurzgestielten Fiederblättchen sind oval bis rhombisch oder lanzettlich und besitzen ein- bis mehrzellige Trichome. Das größte, endständige Fiederblatt ist meist dreilappig. Die Ränder der Fiederblättchen sind gezähnt oder scharf bis unregelmäßig doppelt gesägt. Die Nebenblätter sind häutig.

### Generative Merkmale
Astilbe-Arten sind meist zweihäusig getrenntgeschlechtig (diözisch). Die relativ großen, endständigen, oft verzweigten, fedrigen, rispigen Blütenstände enthalten Tragblätter und bestehen meist aus sehr vielen (500 bis 2000) Blüten. Die Blütenstände sehen ähnlich federartig aus wie beim Geißbart, deshalb werden die Astilben auch manchmal Scheingeißbärte genannt.
Die kurzen Blütenstiele krümmen sich rückwärts bis zur Fruchtreife. Die kleinen, weißen bis violetten oder rötlichen Blüten sind fünfzählig und meist eingeschlechtig, es gibt aber auch zwittrige. Die meist grünlich-weißen Blütenbecher (Hypanthium) sind zu einem Viertel mit dem Fruchtknoten verwachsen, der freie Bereich ist etwa 1 Millimeter lang. Die (vier bis) meist fünf Kelchblätter sind oft weiß oder seltener rot über rosa- bis purpurfarben bei den Wildformen (bei den Züchtungen wurden oft intensivere Farben ausgelesen). Die Anzahl der kleinen Kronblätter schwankt zwischen keinem und fünf. Es sind meist zwei Kreise aus vier bis fünf Staubblättern vorhanden (selten sind es nur fünf insgesamt). Die meist zwei, oft auch drei Fruchtblätter sind in der Regel zu einem zwei- bzw. dreifächrigen oberständigen Fruchtknoten verwachsen oder frei. Der Fruchtknoten ist von einem wenig differenzierten Nektardiskus umgeben. Es sind viele Samenanlagen vorhanden. Die meist zwei oder seltener drei Griffel enden jeweils in einer Narbe.
Es werden zwei- bis selten dreischnabelige Kapselfrüchte oder Balgfrüchte gebildet. Die kleinen, braunen Samen sind geflügelt und ihre beiden Enden sind oft gedreht. Die schimmernde Samenoberfläche ist gestreift bis leicht runzelig.
Die Chromosomengrundzahl beträgt x = 7. 

## Standorte
Die meisten Arten sind Waldpflanzen, die bevorzugt an feuchten Stellen entlang von Bächen oder Flüssen wachsen.

## Systematik und Verbreitung
Die Erstveröffentlichung der Gattung Astilbe erfolgte 1825 durch David Don auf der Grundlage eines Manuskriptes von Francis Buchanan-Hamilton. Typusart ist Astilbe rivularis Buch.-Ham. ex D.Don. Ein Synonym für Astilbe Buch.-Ham. ex D.Don ist Hoteia C.Morren & Decne. Der botanische Name Astilbe kommt aus dem Griechischen a- für ohne und stilbo Glanz, Schimmer und bezieht sich darauf, dass ansonsten die Laubblätter denen von Aruncus gleichen.
Das Hauptverbreitungsgebiet der Astilbe-Arten liegt in Ostasien von Japan bis Indonesien und westlich bis in den Himalaya und südwärts bis Neuguinea. Nur eine Art ist im östlichen Nordamerika beheimatet. Sie kommen also natürlich vor allem auf der Nordhalbkugel vor.

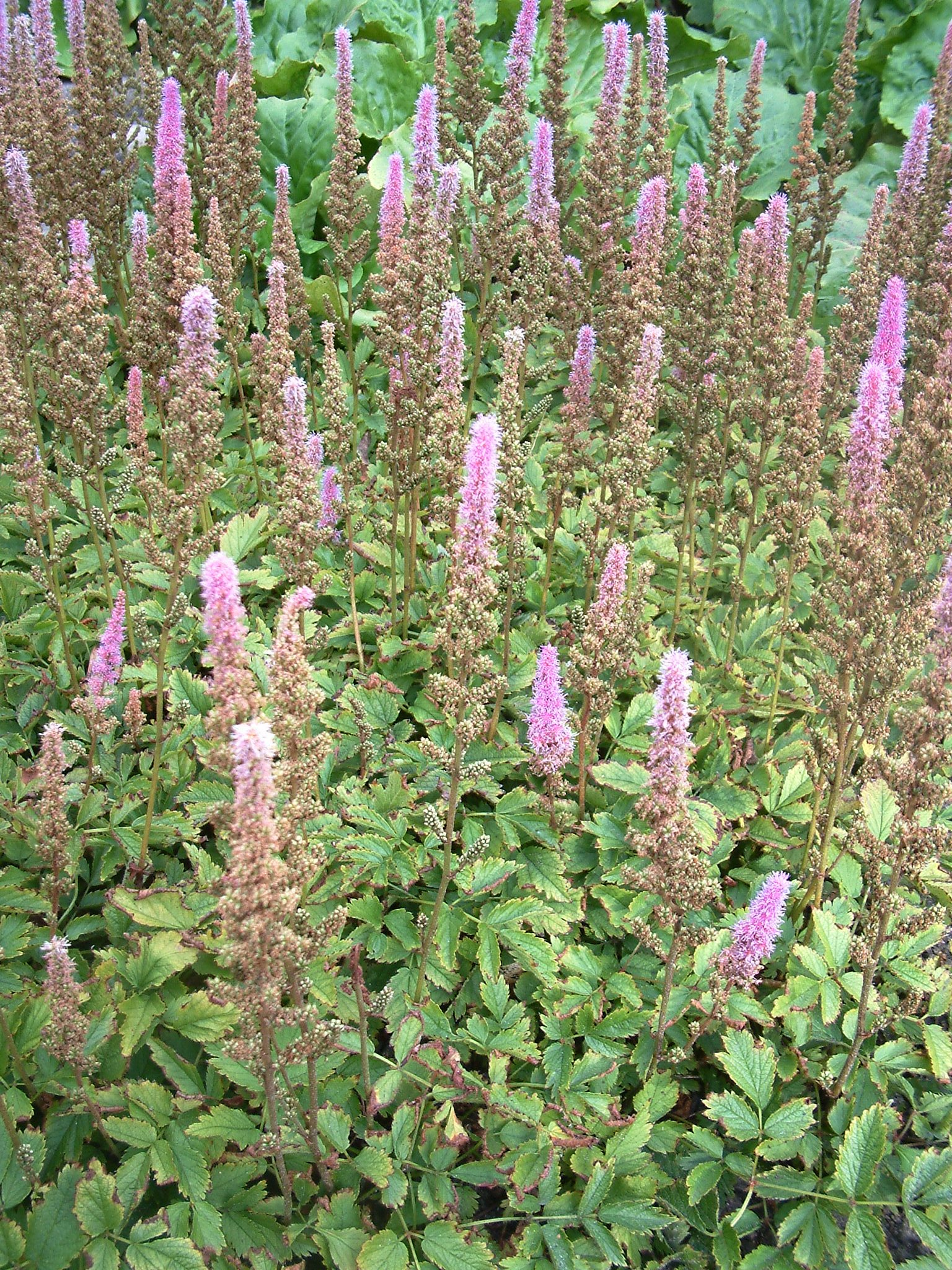
Chinesische Prachtspiere in der Varietät Astilbe chinensis var. pumila

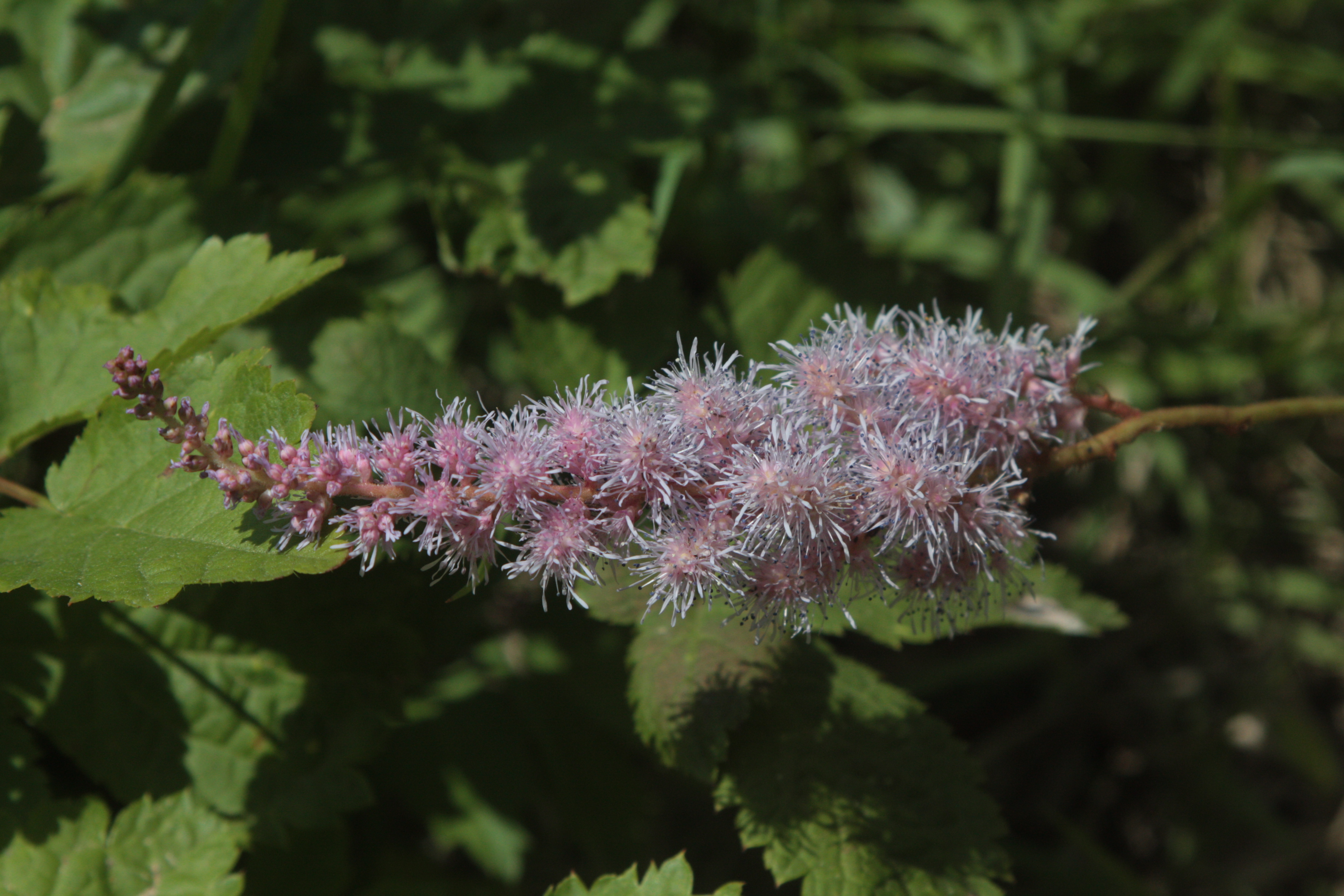
Männlicher Blütenstand der Roten Prachtspiere (Astilbe rubra)

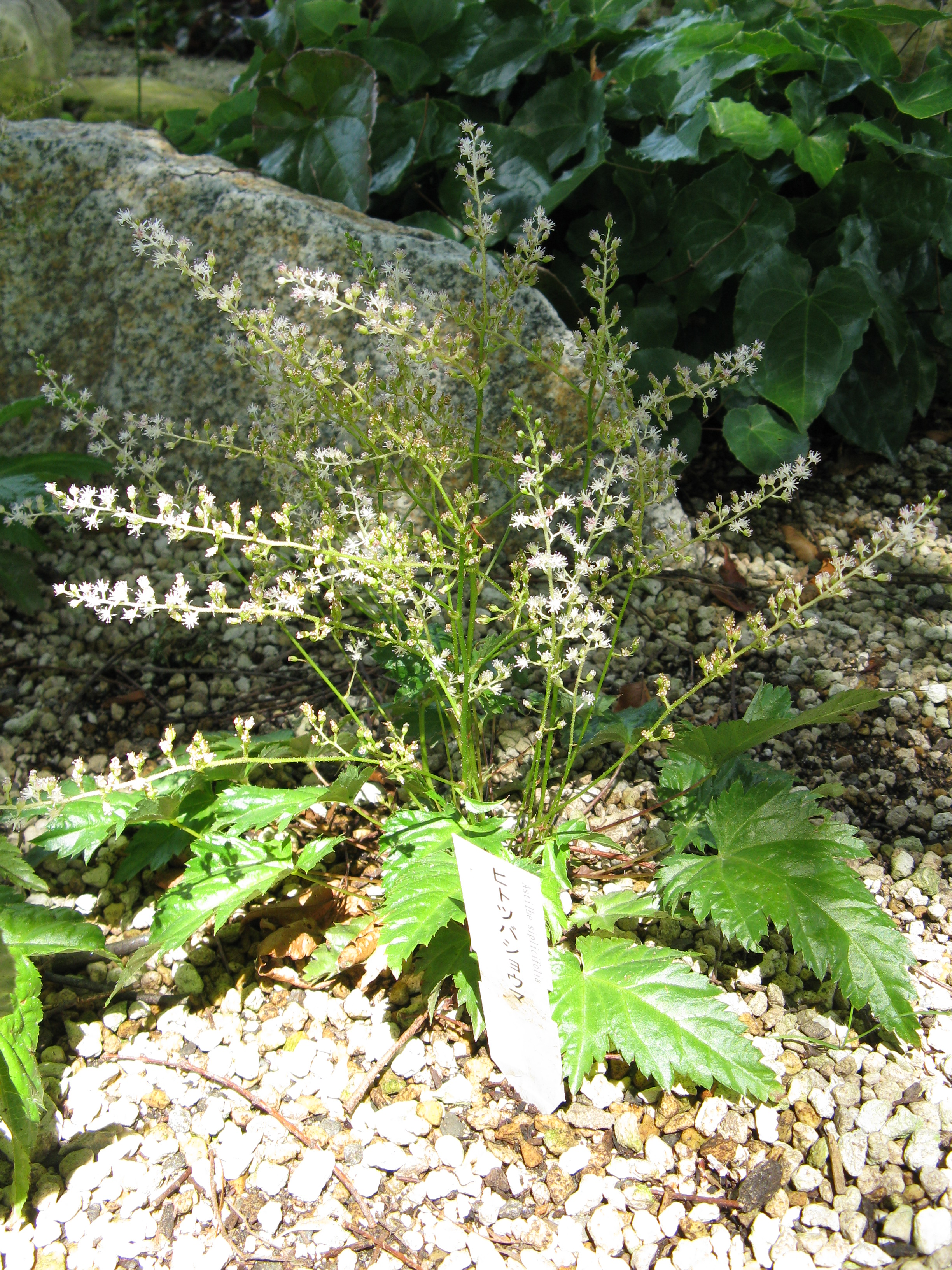
Die Einfachblättrige Prachtspiere (Astilbe simplicifolia) bildet als Ausnahme einfache Laubblätter.

Es gibt 8 bis 24 Astilbe-Arten (Auswahl):   
- Appalachen-Prachtspiere (Astilbe biternata (Vent.) Britton, Syn.: Astilbe crenatiloba Small): Sie ist die einzige nordamerikanische Art. Ihr Verbreitungsgebiet reicht von den südlichen Appalachen des Mingo County, über West Virginia, Virginia und Kentucky bis zu den Carolinas, Tennessee und ins nordwestliche Georgia.
- Chinesische Prachtspiere (Astilbe chinensis (Maxim.) Franch. & Sav.): Sie gedeiht in Wäldern, an Waldrändern, in Wiesen, Tälern und entlang von Fließgewässern in Höhenlagen von 400 bis 3600 Metern in Japan, Korea, Russland und in Ost- und Zentralchina. Sie besitzt dichte, weiße bis rosafarbene Blütenstände, deren Rispen schmal ährenartig sind.
- Astilbe davidii (Franch.) A.Henry mit rosaroten, dichten und schmalen Rispen und bronzefarben getönten jungen Blättern. Diese Art wird häufig auch als Astilbe chinensis var. davidii Franch. aufgefasst.
- Astilbe glaberrima Nakai: Sie ist ein Endemit der japanischen Yakushima Insel und gedeiht auf Felsen an Gebirgsflüssen.
- Astilbe grandis Stapf ex E.H.Wilson (Syn.: Astilbe koreana (Kom.) Nakai): Sie gedeiht im Wald, Gebüschen und in Sümpfen in Höhenlagen von 400 bis 2000 Meter in Korea und in Ostchina.[3]
- Japanische Prachtspiere (Astilbe japonica (C.Morren & Decne.) A.Gray): Sie gedeiht auf Felsen an Gebirgsflüssen auf den japanischen Inseln Honshū, Shikoku und Kyushu.
- Astilbe longicarpa (Hayata) Hayata: Sie gedeiht in niedrigen bis mittleren Höhenlagen auf Taiwan.[3]
- Astilbe macrocarpa Knoll: Sie gedeiht in Gebüschen und Wiesen in Rinnen in Höhenlagen von 500 bis 1600 Metern in den chinesischen Provinzen Anhui, Fujian, Hunan und Zhejiang.[3]
- Astilbe macroflora Hayata: Dieser Endemit gedeiht nur in Gipfelregionen in Höhenlagen von 3200 bis 3800 Metern im zentralen Taiwan.[3]
- Kleinblättrige Prachtspiere (Astilbe microphylla Knoll): Diese kleinere Art wächst an feuchten, lichten Standorten auf den japanischen Inseln Honshū, Shikoku und Kyushu.
- Astilbe philippinensis A.Henry: Sie kommt auf den Philippinen vor.[2]
- Bach-Prachtspiere (Astilbe rivularis Buch.-Ham. ex D.Don): Sie ist mit einer Wuchshöhe von bis zu 2,5 Metern die größte Art. Sie wird wegen ihrer großen, überhängenden, cremeweißen Blütenstände ebenfalls manchmal kultiviert. Die Heimat der Varietäten ist Bhutan, nördliches Indien, Indonesien, Kaschmir, Laos, nördliches Myanmar, Nepal, Thailand, Vietnam und die chinesischen Provinzen Xizang und Yunnan.[3]
- Rote Prachtspiere (Astilbe rubra Hook. f. & Thomson): Sie gedeiht an Waldrändern in Höhenlagen von etwa 2400 Metern in Indien, im südlichen Tibet und im nordwestlichen Yunnan.[3]
- Einfachblättrige Prachtspiere (Astilbe simplicifolia Makino), eine japanische Art mit einfachen, gesägten Blättern.
- Thunberg-Prachtspiere (Astilbe thunbergii (Sieb. & Zucc.) Miq.): Diese japanische Art mit einigen Varietäten wurde als Elternteil für viele Züchtungen verwendet.

- Hybrid-Prachtspiere oder Garten-Astilbe (Astilbe ×arendsii Arends) ist eine Gruppe von Hybriden an denen vor allem Astilbe astilboides, Astilbe chinensis, Astilbe japonica, Astilbe thunbergii als Eltern beteiligt sind.

## Nutzung
Aufgrund der federartigen, pyramidenförmigen Blütenstände werden einige Arten als robuste Zierpflanzen in Parks und Gärten kultiviert, insbesondere verschiedene Varietäten der Chinesischen Prachtspiere Astilbe chinensis und viele Hybriden.
Die meisten im Garten kultivierten Pflanzen sind allerdings Hybriden zwischen den Arten Astilbe astilboides, Astilbe japonica, Astilbe davidii und Astilbe thunbergii, wobei wiederum die beliebtesten dieser Hybriden von dem Pflanzenzüchter Georg Arends stammen und als „Arendsii-Hybriden“ bezeichnet werden.
Die jungen grünen Pflanzenteile werden gegessen bei Astilbe chinensis. Die jungen Früchte werden gegessen bei Astilbe longicarpa. Bei Astilbe thunbergii werden die jungen Blätter gegart gegessen und die Blätter dienen als Teeersatz.